# Forças Vympel
As forças ou "Grupo Vympel"  (codinome "Gestão "no" Centro de Propósito Específico Serviço Federal de Segurança)  são uma unidade Especial do Centro de Propósitos Especiais do Serviço Federal de Segurança da Federação Russa. O grupo Vympel foi criado em 19 de agosto de 1981 como parte do departamento C da Primeira Diretoria Principal (PGU) e tinha como objetivo realizar operações especiais fora da URSS.
Atualmente, a principal direção do trabalho do Departamento "B" é a condução de operações de contraterrorismo em instalações estratégicas e empresas de maior risco ambiental, supressão de atos terroristas contra cidadãos russos e instituições no exterior, participação em medidas para proteger a ordem constitucional da Federação Russa, a luta contra as manifestações do terrorismo internacional. O nome moderno do grupo Vympel é o departamento "B" do Serviço de Segurança Central do FSB da Rússia. A maior parte das informações sobre as atividades do grupo Vympel ainda é confidencial. Os destacamentos " Alpha " e "Vympel" estão empenhados em garantir a segurança do país.

## História
Após o ataque ao Palácio Taj Bek e outras instalações fora da URSS, a liderança do país pensou em criar uma nova unidade de propósito especial. Em 31 de dezembro de 1979, o General Yuri Ivanovich Drozdov , Chefe do Departamento "C" do PGU do KGB da URSS , relatou ao presidente do KGB Yuri V. Andropov sobre a operação para destituir o governo de Hafizullah Amin em Afeganistão pelas forças especiais não-oficiais da KGB da URSS " Zenith " e " Thunder ", bem como as forças especiais do GRU GSh (" batalhão muçulmano "), sugeriram pensar sobre a formação de uma unidade de pessoal especial em o sistema KGB para desenvolver a experiência adquirida. Eles voltaram a essa questão no início de 1980. Um ano foi gasto em discussões, coordenação e preparação de uma ordem para criar um grupo.  Em 25 de julho de 1981, uma resolução fechada do Comitê Central do Partido Comunista e do Conselho de Ministros sobre a criação da unidade foi emitida, e em 19 de agosto de 1981, uma ordem foi assinada para criar o Grupo de Forças Especiais de Vympel do KGB da URSS para conduzir operações fora do país durante um período especial (ameaçado). As ordens para conduzir as operações só podiam ser dadas pelo presidente do KGB da URSS, e apenas por escrito.

## Formação e preparação
O primeiro comandante da unidade foi um participante do ataque ao palácio de Amin, Herói da União Soviética, Capitão 1° "Rank" E.G. Kozlov das unidades de fronteira marítima da KGB. O nome do grupo deve-se à associação com a flâmula da trança do almirante no mastro. O nome oficial é Centro de Treinamento Separado (OTC) do KGB da URSS. Uma enorme contribuição para a criação das forças especiais foi feita pelo coronel da inteligência estrangeira do KGB da URSS E.A. Savintsev, que era o vice-comandante do destacamento. A base do "Vympel" era composta por funcionários de órgãos de segurança territorial do Estado, departamentos especiais da KGB e tropas de fronteira, que passaram por treinamento especial em cursos de formação avançada para oficiais (KUOS), que foram batizados de fogo no Afeganistão. A unidade recebeu uma base de treinamento em Balashikha, na "cidade velha", onde o pessoal foi treinado para a guerra na Espanha, sabotadores do grupo de P. A. Sudoplatov e I. G. Starinov, incluindo o lendário Nikolai Kuznetsov.
Os candidatos foram apresentados com requisitos extremamente elevados de preparação física e psicológica. Os testes psicológicos incluíram passar em uma ampla gama de testes intelectuais e de personalidade: o questionário de Minnesota, o questionário Cattell, Rorschach, testes TAT , os métodos de Leonhard, Raven, Wexler e outros - milhares de perguntas, problemas, quebra-cabeças, bem como um polígrafo teste (Produção japonesa). A preparação foi muito versátil. Incluía treinamento físico geral, combate corpo a corpo e aulas de direção de qualquer tipo de veículo. Em paralelo, eles dominaram as técnicas de tiro de todos os tipos de pistolas, metralhadoras, lançadores de granadas, metralhadoras, armas especiais, tanto de produção nacional quanto estrangeira, estudaram mergulho, montanhismo, medicina e negócios explosivos, realizaram treinamento aerotransportado e subaquático, treinamento no manuseio de explosivos e todos os tipos de estações de rádio. Eles estavam envolvidos no trabalho de inteligência, análise e contra-espionagem diariamente. Além disso, os próprios funcionários da Vympel participaram do desenvolvimento de armas e equipamentos, deram tarefas táticas a artistas que fizeram produtos especiais sob seus pedidos no nível dos padrões mundiais. E em Tula , e em alguns outros lugares, eles criaram excelentes amostras de armas, equipamentos especiais para eventos de assalto. A primeira composição do Vympel consistia de um total de 100 a 200 pessoas. Os melhores especialistas trabalharam com cada um deles de acordo com um programa de treinamento individual, e não apenas da URSS. A rica experiência de sabotagem de atividades de inteligência no país durante a Grande Guerra Patriótica e guerras anteriores, a experiência de treinamento de combate em militares, unidades de propósito especial do exército, inclusive estrangeiras, foi analisada e resumida.
Uma vez que o pessoal tinha que estar pronto para a ação em qualquer condição climática, em qualquer região do mundo, tarefas que eram completamente diversas em perfil e conteúdo foram realizadas. No processo de treinamento de combate, as forças especiais foram treinadas simultaneamente em ambas as especialidades e na capacidade de formar grupos. O número e a seleção de especialistas em grupos, bem como os tipos de armas, equipamentos, equipamentos variavam de acordo com a missão de combate específica. De acordo com Yu I. Drozdov, o treinamento de um soldado Vympel custava 100.000 rublos por ano. Demorou até cinco anos para preparar. Em agosto de 2003, durante os exercícios tático-operacionais do TsSN e da Diretoria de Aviação do FSB da Rússia, um grupo de oficiais das forças especiais escalou o Elbrus.

## Tarefas da unidade
As tarefas do destacamento eram desorganizar a retaguarda do inimigo, sabotagem, inteligência ilegal, a criação de redes de agentes, a liberação, captura e entrega de pessoas que possuíssem informações valiosas (inclusive no território de outros estados), a destruição de pessoas que representassem uma ameaça para o estado, a implementação de golpes de estado no exterior, reconhecimento de radiação da área. 
“A singularidade do grupo Vympel é que ele teve que coletar e analisar informações de forma independente, preparar, implementar e localizar operações. Porque era necessário realizar a operação de tal forma que ninguém entendesse quem estava aqui, o que aconteceu e para onde todos desapareceram após esta operação "- Presidente da" Associação do Grupo Vympel, Valery Popov 

## 1982-1991
Em 1982, o destacamento Kaskad-4 , que era uma subdivisão de Vympel, começou o trabalho de combate operacional no Afeganistão. Com base no "Vympel", o destacamento "Omega" (consistindo em 9 grupos) foi concluído. Suas tarefas incluíam principalmente atividades de consultoria nas forças especiais do Ministério da Segurança afegão. O 9º grupo foi preparado para uma operação especial para libertar militares soviéticos mantidos em cativeiro pelos Mujahideen... Poucos meses depois, Omega substituiu Cascade-4 no Afeganistão. A sede do destacamento e do 9º grupo ficava na vila do escritório de representação da KGB em Cabul. Os demais grupos estavam localizados em várias províncias do país. O chefe do grupo, Evald Kozlov, supervisionou com competência as unidades Vympel que lutaram no Afeganistão. Ele viajou pessoalmente para equipes de forças especiais muitas vezes, prestando assistência inestimável com consultoria de negócios para funcionários e comandantes de todos os níveis. Com o seu apoio, após a conclusão da campanha “cascata”, outros 94 funcionários da unidade até 1987 ajudaram o KHAD no Afeganistão (dos quais 23 eram assessores), e 71 eram “bandeirolas”. Durante as hostilidades, seis oficiais da "Cascade" foram mortos. Em 1984, a pedido pessoal do Presidente de Moçambique, um grupo de funcionários da Vympel foi enviado a este país como “conselheiros e instrutores anti-bandidos para a formação de unidades operacionais de combate”.
Em 1984-1985, os primeiros exercícios com a participação de "Vympel" sob o nome de "Neman" tiveram lugar no território da Bielorrússia. Cumprindo o papel de um grupo abandonado de sabotadores de reconhecimento, os oficiais do grupo "colocaram fora de ação" um grande entroncamento ferroviário, "liquidaram" a refinaria de petróleo, parando nela mais de 20 minutos, um deles ficou "preso" até na porta da guarita da segurança militarizada do empreendimento. Depois disso, eles realizaram uma "sabotagem" bem-sucedida na Usina de Borracha Sintética de Yaroslavl e na Usina Nuclear Armênia. Exercícios para testar o funcionamento do KGB e do Ministério de Assuntos Internos da região de Magadan, nas condições de penetração de um grupo de sabotagem do Alasca.
Em 1988, exercícios em grande escala foram realizados na região de Sverdlovsk (aldeia Zarechny) com o envolvimento de funcionários da Vympel. Exercícios na Península de Agrakhan, no Daguestão. Em dois dias, os funcionários da Vympel superaram cerca de cem quilômetros de deserto a pé e completaram a tarefa designada - eles foram até o navio em que os "reféns" estavam definhando e os libertaram. Os funcionários da Vympel operaram em vários pontos quentes do mundo - em Cuba, Vietnã, Moçambique, Angola, Nicarágua, Laos, Líbano, Egito, Síria, Jordânia e vários outros países e regiões. Caches com equipamentos especiais aí armazenados para atividades de reconhecimento e sabotagem foram montados no território de vários países. Ao longo dos anos de sua existência, a unidade se tornou uma das mais poderosas do mundo. Estava em constante prontidão para o combate, operando continuamente com seus grupos ora no Afeganistão, ora nos teatros de exercícios tático-operacionais dentro do país e no exterior.

## Após o colapso da URSS
Após os acontecimentos de agosto de 1991, Vympel foi transferido para o Serviço de Segurança Inter-Republicano e, em seguida, para a Agência Federal de Segurança. Após o colapso da URSS, não havia perspectivas de uma aplicação digna do grupo Vympel. Todos entendiam que trabalhar no exterior estava assumindo uma forma cada vez mais ilusória, enquanto manter uma unidade de elite ociosa era simplesmente inútil. Os acontecimentos no Azerbaijão, Geórgia e outras repúblicas da União levaram a liderança da KGB a tomar uma decisão sobre o uso de "Vympel" dentro do país.
Em 24 de janeiro de 1992, pelo decreto do presidente da Federação Russa sobre a criação do Ministério da Segurança , a Vympel passou a fazer parte dele com base em uma administração independente. Logo o grupo foi transferido para a Diretoria Principal de Segurança (GUO) da Federação Russa. As tarefas e a natureza do treinamento mudaram. Agora, a principal tarefa passou a ser a proteção de instalações estrategicamente importantes e ambientalmente perigosas de ações terroristas e de sabotagem, a luta contra o terrorismo, o tráfico de drogas e criminosos armados de grupos mafiosos. Em Balashikha, modelos em tamanho real de unidades de energia de todas as usinas nucleares russas foram construídos. Os exercícios ocorreram em Kursk, Beloyarsk, Kalinin e outras usinas nucleares.
Durante os exercícios na usina nuclear Kalinin no verão de 1992, os caças do grupo Vympel pularam das asas-delta para o telhado da sala da turbina do reator. A singularidade dessa operação era que era necessário voar de pára-quedas, passando por fios energizados de até um megavolts e meio. O grupo passou por todas as barreiras e, sete segundos após o pouso, libertou o painel de controle dos "terroristas" condicionais. No mesmo verão em Murmansk, durante os exercícios Atom-97, o navio quebra-gelo atômico Sibir foi levado... Mesmo os líderes do grupo de captura não perceberam a aproximação dos mergulhadores no navio. Em plena luz do dia, os mergulhadores subitamente subiram a bordo saindo da água com a ajuda de dispositivos especiais e imediatamente removeram a segurança externa. Em seguida, os paraquedistas pularam para o convés, embora a velocidade do vento atingisse 15 m / s. Os "terroristas" foram neutralizados em 5 segundos.
Em 1993, os funcionários da Vympel impediram uma tentativa de remover materiais radioativos das proximidades de Yekaterinburg. Em outubro de 1993, a liderança de Vympel recusou-se a cumprir a ordem do presidente Boris Yeltsin de invadir a Casa Branca, onde estava o Soviete Supremo da Rússia. Junto com a Alfa, Vympel assumiu a função de retirar os deputados do Soviete Supremo do prédio da Casa Branca.

## OOSN "Vega"
Depois que o grupo Vympel se recusou a invadir a Casa do Governo, por decreto do Presidente da Federação Russa de 25 de janeiro de 1994 sobre a dissolução do Ministério da Segurança da Rússia, a unidade Vympel foi retirada do serviço de segurança presidencial e transferida para o Ministério de Assuntos Internos da Federação Russa sob o nome de Vega. Estruturalmente, a divisão Vega tornou-se parte da Diretoria Principal do Ministério de Assuntos Internos da Federação Russa. Das 660 pessoas, apenas 49 concordaram em ir para o Ministério da Administração Interna . De acordo com o comandante do destacamento, General-de- Brigada V. A. Kruglov, o pessoal de Vega, mesmo após a dissolução de Vympel, continuou a se autodenominar “Vympel”  A base de treinamento de Vega treinou oficiais SOBR e OMON. As antigas "bandeirolas" ensinaram-lhes a minerar explosivos, ações na cidade, em um prédio, praticar táticas para capturar bandidos e muito mais. O primeiro grupo de ouvintes consistia em chefes e subchefes de SOBRs de toda a Rússia. Devido à falta de especialistas, muitos "Vympelovites" tiveram que lecionar em várias disciplinas. Gradualmente, os departamentos de combate foram formados, enquanto as pessoas eram recrutadas literalmente de todos os lugares. No treinamento, mais atenção foi dada ao treinamento de força, e as disciplinas especiais foram relegadas para segundo plano ou simplesmente não foram estudadas devido a uma mudança na direção da atividade.
Os funcionários de Vega participaram da operação em Budennovsk , onde tiveram que realizar a tarefa de libertar os reféns em uma situação difícil. O destacamento sob a liderança do Major General VA Kruglov honrosamente realizou missões de combate em Pervomayskoye, para localizar atos de terrorismo em Mineralnye Vody e outros lugares. Em 28 de agosto de 1995, por decreto presidencial, o destacamento de Vega foi transferido da Diretoria Principal do Ministério de Assuntos Internos da Federação Russa para o USO FSB. Em 8 de setembro de 1998, por iniciativa do Diretor do FSB da Rússia V. V. Putin, por decreto do Presidente da Rússia, "Vega" foi extinto. A unidade foi devolvida ao seu antigo nome, Vympel tornou-se Diretoria "B" no Centro Antiterrorista do FSB, e mais tarde - Diretoria "B" do Centro de Forças Especiais do FSB da Rússia.

## Direcção "B" do Serviço de Segurança Central do FSB
Hoje, o sucessor legal de Vympel é o Departamento "V" do Serviço de Segurança Central do FSB. Atualmente, a maior parte do grupo Vympel, segundo seu ex-chefe Anatoly Isaykin, é formada por pessoas da contra-espionagem, anteriormente engajadas na inteligência. Todos são bem treinados, mas cada um possui uma especialização. Em média, o treinamento de um lutador de grupo antiterrorista leva cinco anos. Atualmente, a principal direção do trabalho da Diretoria "B" do Serviço de Segurança Central do FSB da Rússia é conduzir operações antiterroristas em instalações estratégicas e empresas de maior risco ambiental, bem como conduzir operações especiais no Norte Cáucaso como parte dos grupos de combate operacional do Centro de Forças Especiais do FSB da Rússia.

## Operações notáveis
- 6 de dezembro de 1992 - Moscou, a detenção de falsificadores italianos. No final de 1992, a unidade esteve envolvida na detenção em Moscou de falsificadores italianos que vieram ao país para vender ilegalmente um milhão de dólares falsos. Até o último momento, o grupo de captura não possuía informações precisas sobre o número de criminosos, sobre suas armas. Foi decidido não permitir a entrada dos detidos no hotel. Eles foram "pegos" logo na saída do carro. Houve apenas um tiro, quando o gatilho de uma pistola foi acidentalmente disparado durante uma busca, e um oficial da Vympel foi ferido por uma bala.[3]
- Os eventos de setembro - outubro de 1993 em Moscou.  As Forças Especiais Alpha e Vympel receberam ordens de invadir a Casa Branca do Parlamento Russo. Os comandantes de ambos os grupos, antes de cumprir a ordem, tentaram negociar com os líderes do Soviete Supremo uma rendição pacífica. "Alpha", tendo prometido aos defensores da Casa a segurança de uma saída com garantias pessoais, conseguiu persuadi-los a renderem-se às 17:00. O presidente Boris Yeltsin não perdoou a unidade especial da Vympel por sua recusa em participar do assalto à Casa Branca e, posteriormente, por decreto presidencial de 25 de janeiro de 1994, a unidade foi transferida do Ministério da Segurança para o Ministério da Assuntos Internos.[3]
- Defesa do albergue durante o ataque a Grozny por militantes chechenos em agosto de 1996. Na madrugada de 6 de agosto de 1996, os militantes lançaram a Operação Jihad. No momento do início do assalto à cidade, havia 90 funcionários no dormitório do FSB. Nove deles eram lutadores "Vympel" sob o comando do Major Sergei Romashin . O resto dos lutadores Vympel acompanharam a comissão governamental, que chegou no momento do reinício das hostilidades. Os oficiais do FSB estavam localizados em Grozny, em dois prédios - a Diretoria do FSB e o albergue. Se o prédio do FSB era uma verdadeira fortaleza, perfeitamente preparada para um cerco, então o albergue estava localizado em um prédio comum de cinco andares. Em 7 de agosto, às 18h, o comandante de campo Ruslan Gelayev se aproximou do prédio do dormitório. Ele ofereceu aos comandos a rendição, garantiu sua vida, convencido de que a situação para os sitiados era desesperadora. Tendo recebido uma recusa categórica, os militantes abriram um furacão de fogo no albergue. Nos primeiros minutos do assalto, o Major Romashin subiu ao telhado com um rifle de precisão, dando aos soldados as ordens necessárias. Após 30 minutos de batalha, ele recebeu um ferimento penetrante no pulmão. Os soldados o carregaram para baixo, mas sendo ferido, ele continuou a comandar a unidade. No dia seguinte, o contato com o Escritório foi perdido. Devido à falta de munições e ao desabamento parcial do prédio, decidiu-se invadir em 3 grupos o prédio do FSB. O primeiro grupo deixou o dormitório às duas da manhã. Toda a atenção dos militantes estava voltada naquele momento para a Casa do Governo, que ficava nas proximidades, o que permitiu que o grupo chegasse ao prédio da sede sem ser notado. No segundo grupo, os feridos deveriam ir, o major Romashin também estava incluído. Mas os militantes já estavam prontos para a reunião desse grupo - em uma área aberta, foi sob fogo cruzado de metralhadoras à queima-roupa. As chances de sobrevivência eram próximas de zero. Poucos conseguiram romper. O Major Romashin gravemente ferido nesta batalha dirigiu-se ao porão de uma das casas, disparou de uma metralhadora, depois atirou granadas, disparou de volta com uma pistola, deixando o último cartucho para si. Ele foi premiado com o título disparou de volta de uma pistola, deixando o último cartucho para si mesmo. Ele foi premiado com o título disparou de volta de uma pistola, deixando o último cartucho para si mesmo. Ele foi premiado com o títuloHerói da Federação Russa postumamente. Pela manhã, 14 pessoas permaneciam no prédio em chamas - oito lutadores Vympel, cinco operativos e um motorista. A chuva que começou na noite de 10-11 de agosto e a pouca visibilidade possibilitaram que os funcionários sobreviventes fizessem uma reviravolta. Dois lutadores (um operativo e um lutador Vympel) perderam o grupo principal no escuro, mas eles conseguiram chegar ao prédio do FSB por uma trincheira e avisar que nem todos no albergue estão mortos, mas aqueles que sobreviveram vão para avanço. As outras doze pessoas chegaram a um pequeno prédio, situado na terra de ninguém, entre a Casa do Governo e as posições dos militantes. Os combatentes do prédio do FSB correram em socorro de seus camaradas. Três deles morreram. Todos os participantes desta descoberta sobreviveram.[16]
- Agosto de 1999. A Direcção "B" do Serviço de Segurança Central do FSB da Federação Russa realizou missões de serviço e combate para repelir um ataque de formações de bandidos no distrito de Novolaksky do Daguestão.[7]
- Março de 2000. Na aldeia de Novogroznenskoye, um grupo consolidado, juntamente com as Forças Especiais Regionais do FSB do Território de Krasnodar e do Território de Khabarovsk, realizou com sucesso uma operação para deter Salman Raduev.[7]
- 23 a 26 de outubro de 2002 - Moscou, o ataque terrorista a Dubrovka. Funcionários da "Vympel" participam do assalto e da libertação de reféns feitos por terroristas chechenos no edifício do Centro Teatral na Rua Melnikov em Moscou.[17]
- 1 a 3 de setembro de 2004 - Beslan , Ossétia do Norte . Ataque terrorista em Beslan. O grupo Vympel participa da libertação dos alunos da escola nº 1 da cidade de Beslan e de seus pais, que foram feitos reféns por terroristas. Por sua coragem e heroísmo, os tenentes-coronéis Oleg Ilyin , Dmitry Razumovsky, bem como o tenente Andrei Turkin, oficiais da Diretoria B do Serviço de Segurança Central do FSB da Rússia, foram condecorados postumamente com o título de Herói da Rússia.[18]
- 11 de fevereiro de 2005 - Nazran, Ingushetia. Eliminação do terrorista Mikhail Kurskiev, associado próximo de Aslan Maskhadov e participante do ataque a Nazran em junho de 2004. Como resultado da operação, que ocorreu em uma das casas, o tenente sênior A.V. Boev morreu, que conseguiu destruir o terrorista e foi condecorado postumamente com a Ordem da Coragem. Devido à explosão de uma caldeira a gás e ao incêndio que se seguiu, os operários tiveram que destruir a casa usando equipamento pesado.[19]
- Março de 2005 - Tolstoy-Yurt, distrito de Grozny, Chechênia . No decorrer de uma operação especial, o líder separatista checheno Aslan Maskhadov foi morto por oficiais do FSB Central Service Center.[7]
- 17 de setembro de 2008 - distrito de Suleiman-Stalsky, Daguestão. Eliminação da gangue de 11 integrantes de Zakir Novruzov, que se preparava para tomar uma escola na cidade de Derbent . Como resultado da operação, o tenente-coronel VI Sakhnov do FSB morreu.[20]
- Em fevereiro de 2020, Der Spiegel, junto com Bellingcat e The Insider, conduziu uma investigação e afirmou que o assassinato de Zelimkhan Khangoshvili em Berlim em agosto de 2019 foi organizado pela unidade especial do FSB Vympel. Eles afirmaram que o FSB Special Purpose Center estava preparando o reincidente assassino Vadim Krasikov para este assassinato, e também forneceram alguns detalhes sobre os movimentos de Krasikov na Europa.[21]

## Comandantes
- Kozlov Evald Grigorievich (1981-1985).[22]
- Khmelev Vladimir Alexandrovich (1985-1991).[22]
- Beskov Boris Petrovich (1991-1992).[22]
- Gerasimov Dmitry Mikhailovich (1992-1994).[22]
- Kruglov Valery Aleksandrovich (1994-1996)   - Grupo Vega do Ministério de Assuntos Internos da Rússia.[22]
- Pronichev Vladimir Egorovich (02.1996 - 06.1996).[22]
- Tikhonov Alexander Evgenievich (06.1996 - 10.1996).[22]
- Ukolov Sergey Veniaminovich (1996-2003).[22]

## A composição do departamento "B" do FSB TsSN
Para o período de meados dos anos 2000, na estrutura do departamento "B" havia quatro divisões de combate operacional. Cada departamento consiste em departamentos. Um dos departamentos é educacional. Na Direcção "B", os departamentos de estado-maior têm a sua própria especialização, associada ao método de penetração do objecto ou atrás das linhas inimigas. Existem departamentos de pára-quedistas, nadadores de combate, departamento de tiro em montanha. Além disso, em cada um dos departamentos existem unidades regulares de atiradores.

## Heróis da Federação Russa
Funcionários do Departamento "B", receberam o maior prêmio da Rússia - o título de Herói da Federação Russa :
1. Coronel Balandin Alexey Vasilievich (postumamente).[24]
2. Coronel Bocharov Vyacheslav Alekseevich.[24]
3. Major Dudkin Viktor Evgenievich (postumamente).[24]
4. Tenente Coronel Ilyin Oleg Gennadievich (postumamente).[24]
5. Tenente Coronel Medvedev Dmitry Gennadievich (postumamente).[24]
6. Tenente Coronel Myasnikov Mikhail Anatolyevich (postumamente).[24]
7. Tenente Coronel Razumovsky Dmitry Alexandrovich (postumamente).[24]
8. Major Romashin Sergey Viktorovich (postumamente).[24]
9. Tenente Turkin Andrey Alekseevich (postumamente).[24]
10. Coronel Shavrin Sergei Ivanovich.[24]
11. Tenente Coronel Kopeikin Anton Gennadievich (postumamente);[24]